# 辰馬利一
辰馬 利一（たつうま りいち、旧姓・成瀬、1872年1月24日〈明治4年12月15日〉 - 1945年２月〈昭和20年２月〉摂州西宮恵美酒銀行略誌による）は、日本の酒造家、実業家、資産家、兵庫県多額納税者。恵美酒銀行頭取。日本摂酒、西宮寒天各社長。西宮米穀商会代表社員。族籍は兵庫県平民。

## 経歴
兵庫県平民・成瀬源兵衛の長男。辰馬喜十郎の養子となり、1896年に家督を相続する。1893年、慶應義塾正科を卒業する。家業を継いで酒造業を営み、傍ら銀行会社の重役である。

## 人物
貴族院多額納税者議員選挙の互選資格を有する。趣味はゴルフ。宗教は真宗。住所は兵庫県西宮市浜町。

## 家族・親族
辰馬家
- 養父・喜十郎（1847年 - 1909年、酒造家、恵美酒銀行頭取、日本摂酒社長）
- 養母・かつ（1859年 - ?、子爵・大久保教尚の伯母）[1]
- 養姉・潤（1868年 - ?、分家し、辻勇治郎を迎える）[3]
- 妻・あい（1877年 - ?、児島惟謙の二女）[3]
- 長男・力[3]（1896年 - ?）
  - 同妻・美代子（1906年 - ?、山口、男爵・毛利忠男の姉）
- 男・俊夫[3]（1899年 - ?）
- 男・猛[3]（1901年 - ?）

親戚
- 大久保教尚（子爵）[1]
- 妻の父・児島惟謙（大審院長）[3]